# Foorum
Foorum est un centre commercial et de loisirs du quartier Kesklinn à Tallinn en Estonie,.

## Présentation
Le centre a une surface locative brute de 2 500 m2 et compte 28 commerces dont 4 restaurants et un café.
Le bâtiment du centre commercial a sept étages avec les magasins et autres services commerciaux au rez-de-chaussée et au premier étage.
Les étages supérieurs les autres étages sont principalement utilisés comme appartements et bureaux.
L'heure d'ouverture du centre commercial est de 10h à 20h du lundi au samedi, le dimanche, il ouvre à 11h et ferme à 18h.